# Tetrernia dominulalis
Tetrernia dominulalis là một loài bướm đêm trong họ Crambidae.